# BREM (vehículo de ingenieros)
El Vehículo de Rescate y Evacuación de Blindados BREM (en ruso: БРЭМ: Бронированная ремонтно эвакуационная машина, Bronirovannaya Remonto Evakuatsionna Mashina) hace parte de una serie de vehículos diseñada para evacuar los carros de combate dañados del campo de batalla a los puntos de concentración de los vehículos dañados o a refugios designados, a recuperar vehículos empantanados, así como a ayudar a las tripulaciones de estos a realizar la reparación y mantenimiento de los blindados dañados en el campo de batalla.

## Historia
Con el fin de evacuar a los blindados dañados y/o abatidos en el campo de batalla, los ingenieros rusos en la Gran guerra patria hicieron un aporte significativo al esfuerzo de guerra, al reutilizar los cascos de los blindados irrecuperables y modificándolos con adaptaciones tales como grúas, "winches" de arrastre, equipos de soldadura autógena/eléctrica, entre otros, dotaron a los recientemente creados cuerpos de ingenieros militares con un blindado de similares características de protección al de un tanque y lo llamarían Vehículo de Salvamento de Blindados (del ruso: Бронированная ремонтно-эвакуационная машина).

## Características

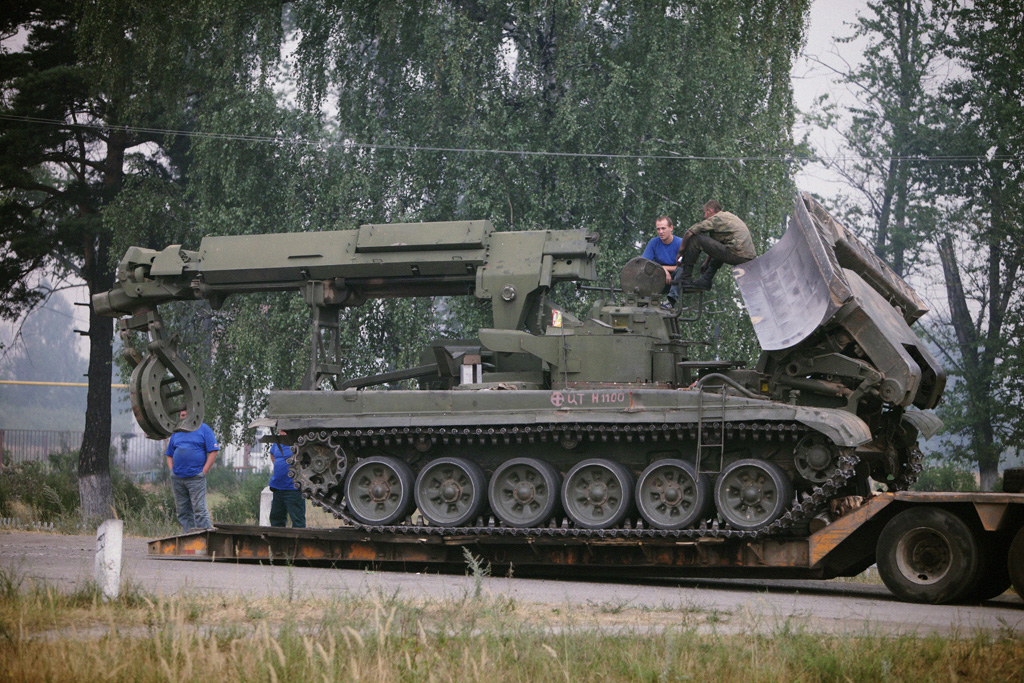
Un IMR remolcado.

El vehículo está provisto de un malacate de tracción y poleas, barras de remolque semi-rígidas con amortiguadores internos, una pala para anclar el vehículo durante las operaciones de enrollado, una grúa de brazo giratorio, una plataforma de carga para dar cabida a los contenedores con herramientas, así como aparatos y piezas de repuesto; equipos de soldadura eléctrica para llevar a cabo operaciones de corte y soldadura en combate y otros equipamientos. El vehículo está basado en el chasis de un carro de combate T-72.

## Variantes
- BREM-1

Vehículo blindado para recuperación y reparación, basado en el chasis del T-72. Su torno puede mover hasta 110 t y la grúa 13 t.
- IMR

Vehículo de ingenieros de combate, también basado en el chasis del T-72. Su pala excavadora puede ser dispuesta tanto en forma plana como en V, también se pueden acoplar otros accesorios a la grúa como por ejemplo pinzas para arrancar árboles.

## Datos técnicos
- Tripulantes 3
- Peso: 41 t
- Velocidad máxima: 60 km/h
- Potencia: 840 HP
- Calibre del armamento 14,5 mm
- Mira del artillero/ingeniero: TVK-1 Diurna/Nocturna
- Equipos especiales
- Plataforma de carga

Capacidad de carga: 1,5 t
Dimensiones (en metros): 1,7 x 1, 4
- Grúa:

- Capacidad de carga, 12 t
- Máxima altura bajo gancho por encima del suelo, 4,36 m
- Alcance de agarre máximo, 4,4 m

- Buldózer:

- Ancho de la hoja, 3,1 m
- Fuerza de penetración máxima: m 0,45

- Amortiguadores junto al conjunto de ballestas y de pistones internos:

- Instalación de Remolque (capacidad máxima de carga) 50 t

- Cabrestante de remolque de conveniencia:

- Fuerza de tracción máxima: 25 t
- Fuerza de tracción máxima de la polea: 100 t
- Longitud del cable: 200 a 400 m
- Velocidad de rebobinado del alambre (en m/s): 0,217